# Hrzín (Ratměřice)
Hrzín (německy Hersin) je vesnice v okrese Benešov, která je součástí obce Ratměřice. Nachází se cca 2 km severovýchodně od Ratměřic. Je zde evidováno 18 adres. Při jihozápadním okraji osady protéká Strašický potok, který je levostranným přítokem řeky Blanice.

## Historie
První písemná zmínka o vsi (Hyrzin) pochází z roku 1318.

## Galerie

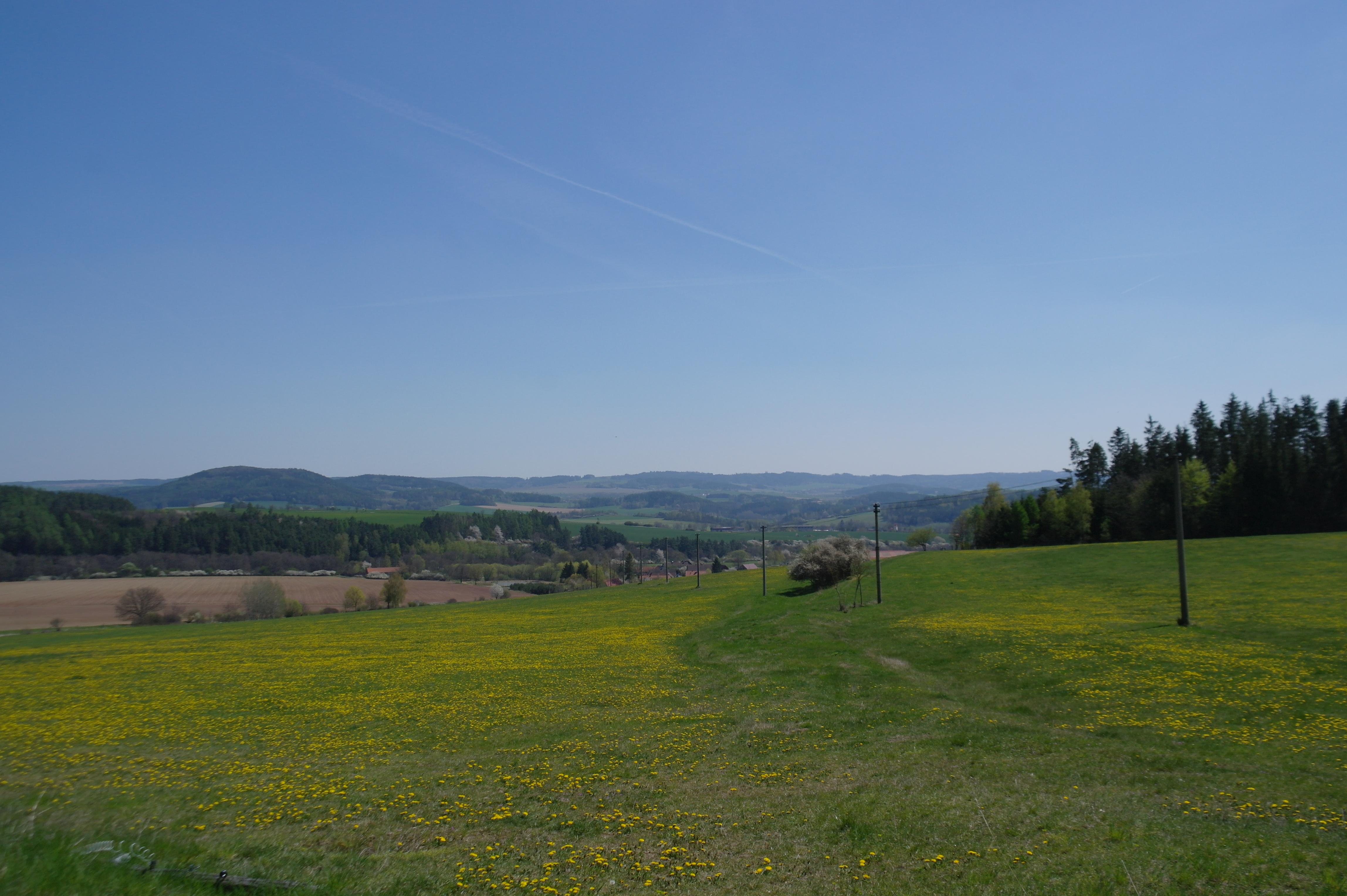
Okolní krajina
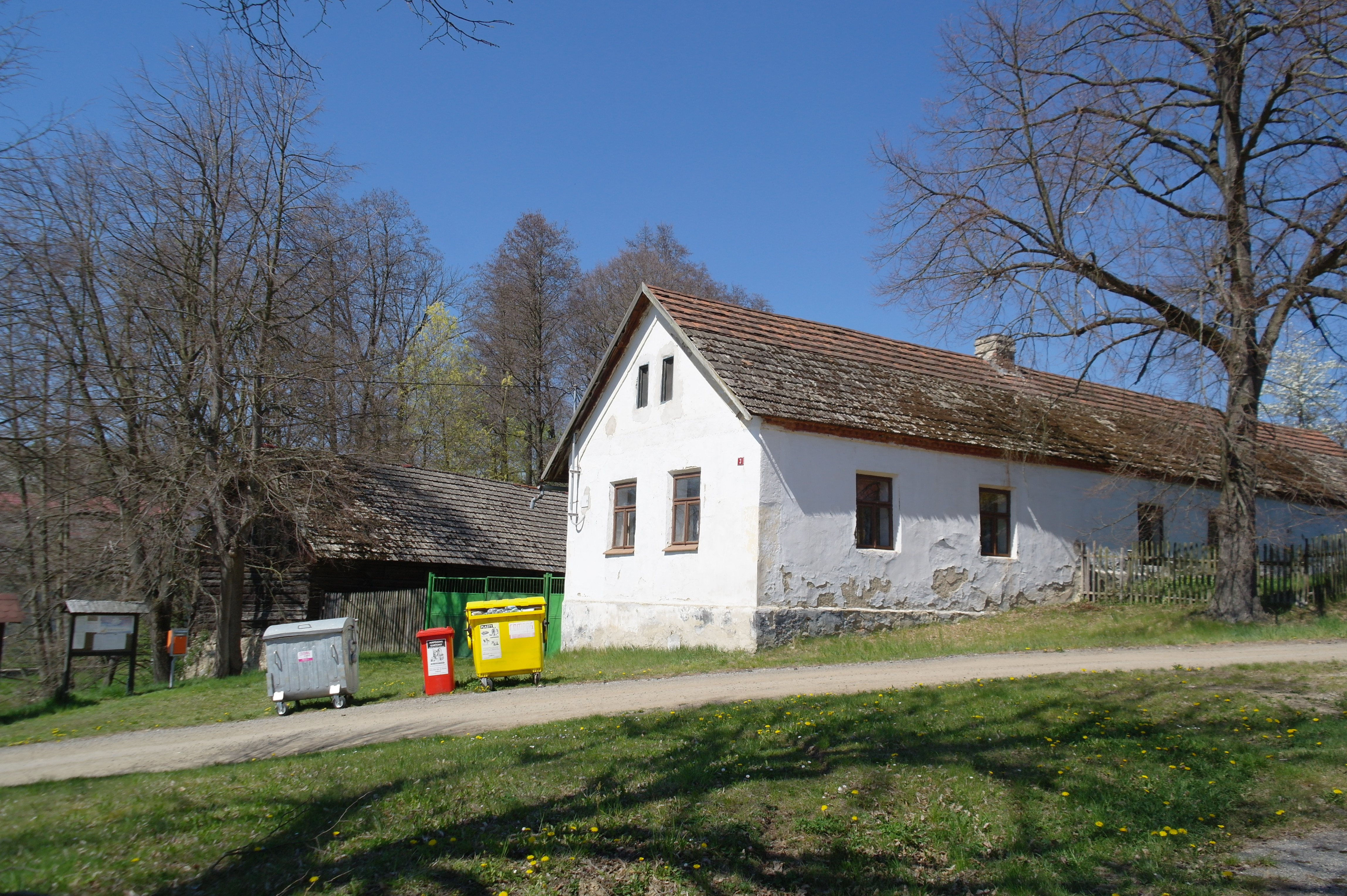
Dům na návsi
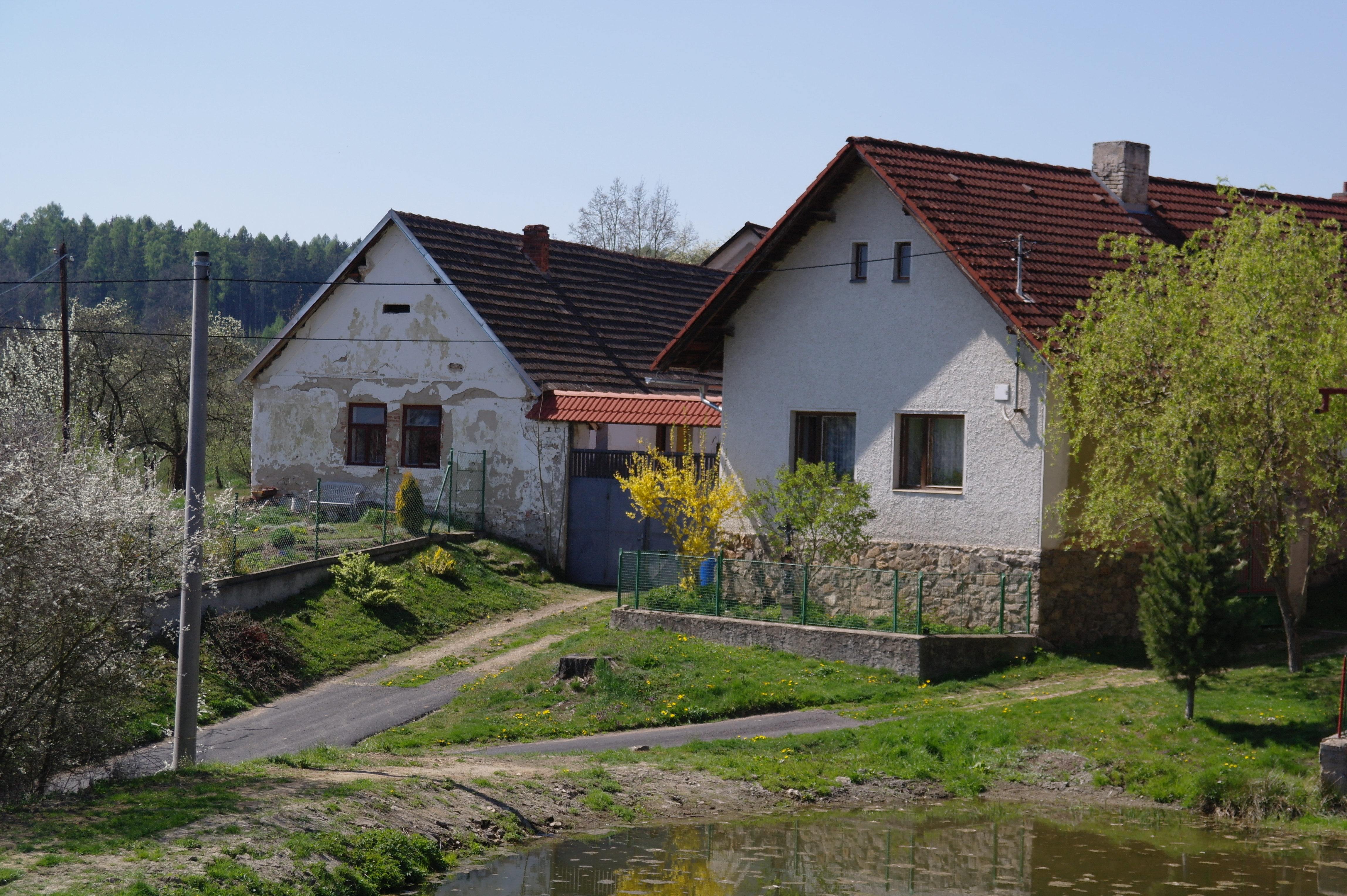
Domy